# Lecane stephensae
Lecane stephensae is een raderdiertjessoort uit de familie Lecanidae. De wetenschappelijke naam van deze soort is voor het eerst geldig gepubliceerd in 1931 door Hutchinson.